# Frederik Janáček
Fredrik Janáček (*1966, Švédsko) je švédsko-český baskytarista, skladatel, kapelník a hudebník působící převážně v České republice. Proslul zejména svým působením v kapelách minus123minut, Sluníčko, Sluneční orchestr a ÖLÖVÖ – Ukradená Vzducholoď. Stylově se pohybuje mezi jazzem, rockem, funkem a scénickou hudbou.

## Život
Narodil se švédské matce a českému varhaníkovi Bedřichu Janáčkovi, který emigroval do Švédska v roce 1948. Vyrůstal pod příjmením Forsberg, které si později změnil na Janáček na přání své české babičky. Češtinu se naučil až v dospělosti při studiu bohemistiky na švédské univerzitě.
Hudbě se věnoval od dětství – začínal na mandolínu, později přešel na kontrabas a baskytaru. V letech 1983–1985 studoval hru na kontrabas u profesora Henninga Jensena. Profesionálně působí od roku 1984.
V roce 1989 navštívil tehdejší Československo, zúčastnil se demonstrace 28. října a krátce nato se přestěhoval natrvalo. Od roku 1992 žije v Praze.

## Hudební kariéra
V letech 1986–1989 byl členem švédské progresivní skupiny Isildurs Bane, s níž nahrál tři alba a koncertoval po Evropě.
Po příchodu do České republiky se stal členem několika významných projektů:
- Sluníčko (1992–1997)
- Sluneční orchestr (od 1994)
- minus123minut (od 1997) – ocenění Anděl 1999 v kategorii Objev roku
- ÖLÖVÖ – Ukradená Vzducholoď – aktuální projekt, se kterým vystupuje v mezinárodním obsazení spolu s Alex McBeat a Michal „Kolouch“ Daněk (CZ/SWE/ARM)

S kapelou minus123minut absolvoval stovky koncertů v Evropě i USA.

## Divadelní tvorba
Je autorem hudby a kapelníkem několika švédských divadelních inscenací:
- Zkrocení zlé ženy (1991)
- Hamlet (1993)
- Král Oidipus (1997)

## Styl a vlivy
Janáček je známý jako „oldschoolový“ hráč preferující analogové nástroje a živý zvuk. V hudbě ho ovlivnili například John Paul Jones, Marcus Miller, Weather Report nebo Steely Dan.

## Diskografie (výběr)

### S Isildurs Bane
- Sagan Om Den Irländska Älgen (1988)
- Cheval – Volonté de Rocher (1989)
- The Voyage – A Trip to Elsewhere (1990)

### S minus123minut
- minus123minut (1999)
- Homo Sapiens (2000)
- Home (2001)
- Live in Prague (2002)
- Mom (2004)
- Les (2020)